# 14334 Lindarueger
A 14334 Lindarueger (ideiglenes jelöléssel (14334) 1981 EE38) a Naprendszer kisbolygóövében található aszteroida. Schelte J. Bus fedezte fel 1981. március 1-jén.